# Малый дворец (Царицыно)
Ма́лый (Полуци́ркульный) дворе́ц — дворец, входящий в комплекс застройки Царицынского дворцово-паркового ансамбля. Возведён по проекту и под руководством Василия Баженова в 1776—1778 годах в процессе создания подмосковной резиденции Екатерины II одновременно с Оперным домом. К моменту отстранения Баженова от работ над царицынским ансамблем в 1786 году дворец был полностью завершён. Во внутренних помещениях никаких отделочных работ не проводилось, кроме оштукатуривания стен для последующей росписи; имелись изразцовые печи и полы с керамической плиткой.

## Строительство и архитектурные особенности
Одно из самых замечательных строений Баженова в Царицыне расположено на холме восточного берега Верхнего Царицынского пруда, поблизости от Фигурного моста. Холм-пирамида, унаследованный Царицыным от усадьбы Кантемиров, является интересным памятником паркового искусства XVIII века. Садовники Кантемиров придали крутому склону холма правильную конусную форму, расположив полукруглыми террасами прогулочные дорожки между регулярными парковыми посадками. Вершину холма венчала деревянная беседка; в ней летом 1775 года Екатерина II проводила заседания Государственного совета.
Баженовский Малый дворец, построенный в 1776—1778 годах, стал естественным завершением холма, повторив его форму. Здесь проявилось высокое мастерство архитектора, нашедшего точные пропорции и формы, чтобы идеально вписать постройку в ландшафт. В небольшом сооружении, размерами напоминающее парковый павильон, не сразу угадывается дворец: лишь великолепная белокаменная эмблема с вензелем императрицы в лучах славы, венчающая фасад, говорит об особом предназначении постройки. В отличие от других богато украшенных орнаментами царицынских строений, величественная эмблема стала его единственным украшением (помимо сложного верхнего парапета — но подобный имеется у всех баженовских построек). Здание имеет вытянутые, в готических формах, стрельчатые завершения окон. Дворец строился, вероятно, для развлечений Екатерины II в особо приближённом кругу. Известно, что императрица в вечерние часы любила проводить время за карточной игрой; возможно, дворец предназначался для подобных занятий.
В относительно небольшой объём полукруглого строения Баженову удалось вписать шесть помещений: два из них настолько малы, что в них помещается один человек (возможно, здесь планировалось размещение часовых). Однако главный зал, имеющий форму овала, довольно просторен; из его окон открывается красивый вид на Верхний пруд. К залу примыкает комната-будуар средних размеров. Все потолки в здании сводчатые. Загадкой планировки дворца является лестница, изображённая на чертежах Баженова. Так как оригинальные внутренние стены у здания были утрачены ещё в середине XIX века в результате перестройки, остаётся неясным, вела ли эта лестница на крышу или вниз к подземному ходу, который, вероятно, соединял Большой и Малый дворцы.
На планах и в письмах Баженова дворец именуется по-разному: «четвёртым домиком», «малым дворцом», «маленьким корпусом». В XIX веке его называли «павильоном военного совета», «четвёртым кавалерским корпусом», «интимным дворцом императрицы», «полуциркульным павильоном». В дальнейшем исследователям удалось подтвердить предназначение постройки для дворцовой жизни.

## Дальнейшая судьба
Здание использовалось в начале XIX века как кофейня для посетителей парка (её содержал француз Лекеню), затем в нём размещалась гауптвахта для сторожей императорского имения. Долгое время бывший бесхозным, уже к началу XX века дворец пришёл в полное запустение и представлял собой руину. К 1980-м годам от него оставались частично обрушенные внешние стены. Реставрация проводилась в 1989—1996 годах; теперь в его залах проводятся небольшие музейные выставки. Дворец изнутри Баженовым никогда не отделывался; при проведении реставрации внутренние помещения были выкрашены в белый цвет.
Белокаменный декор дворца с вензелем императрицы Екатерины II стал эмблемой музея-заповедника «Царицыно».

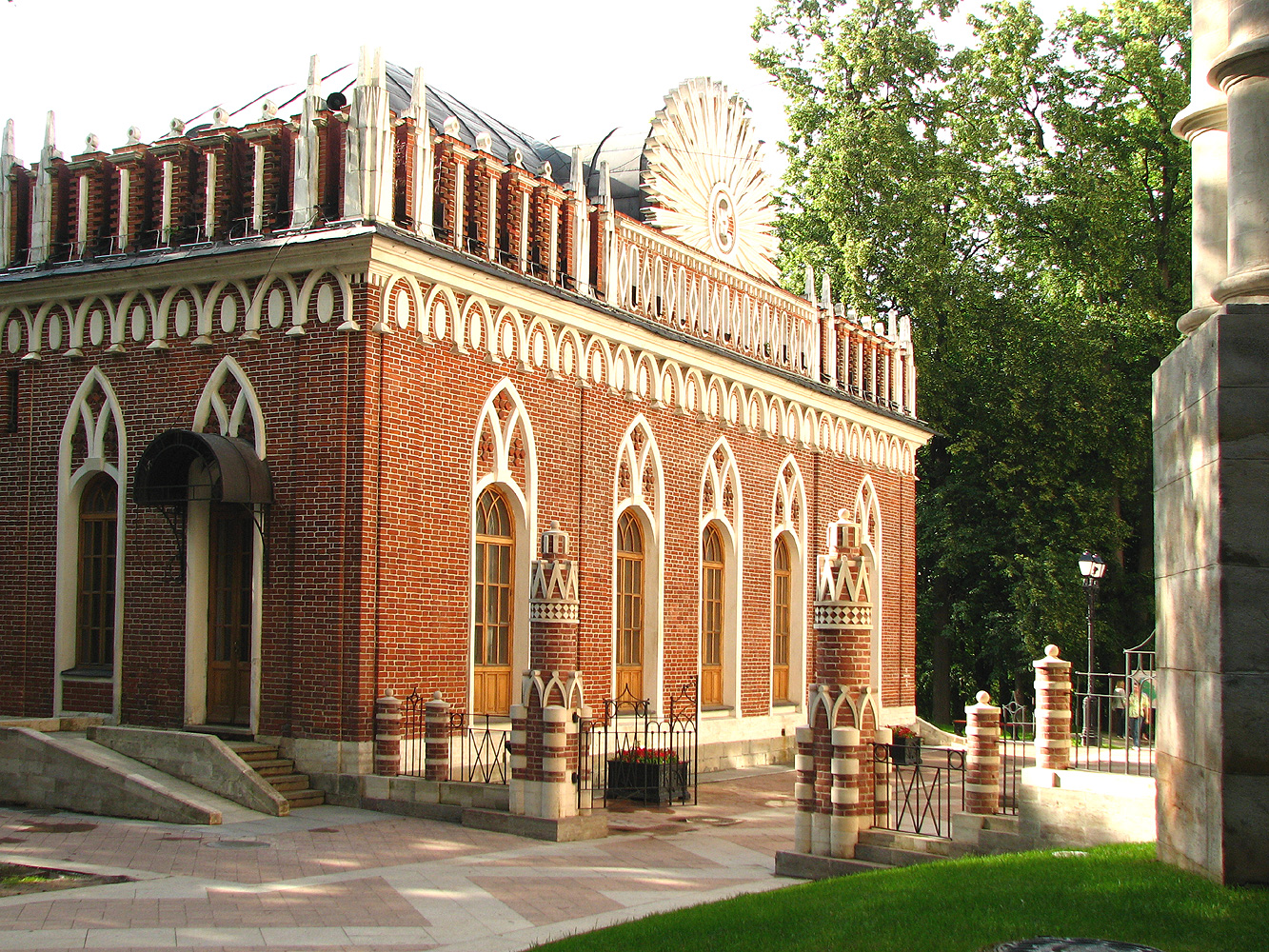
Фасад Малого дворца, выходящий на Берёзовую перспективу
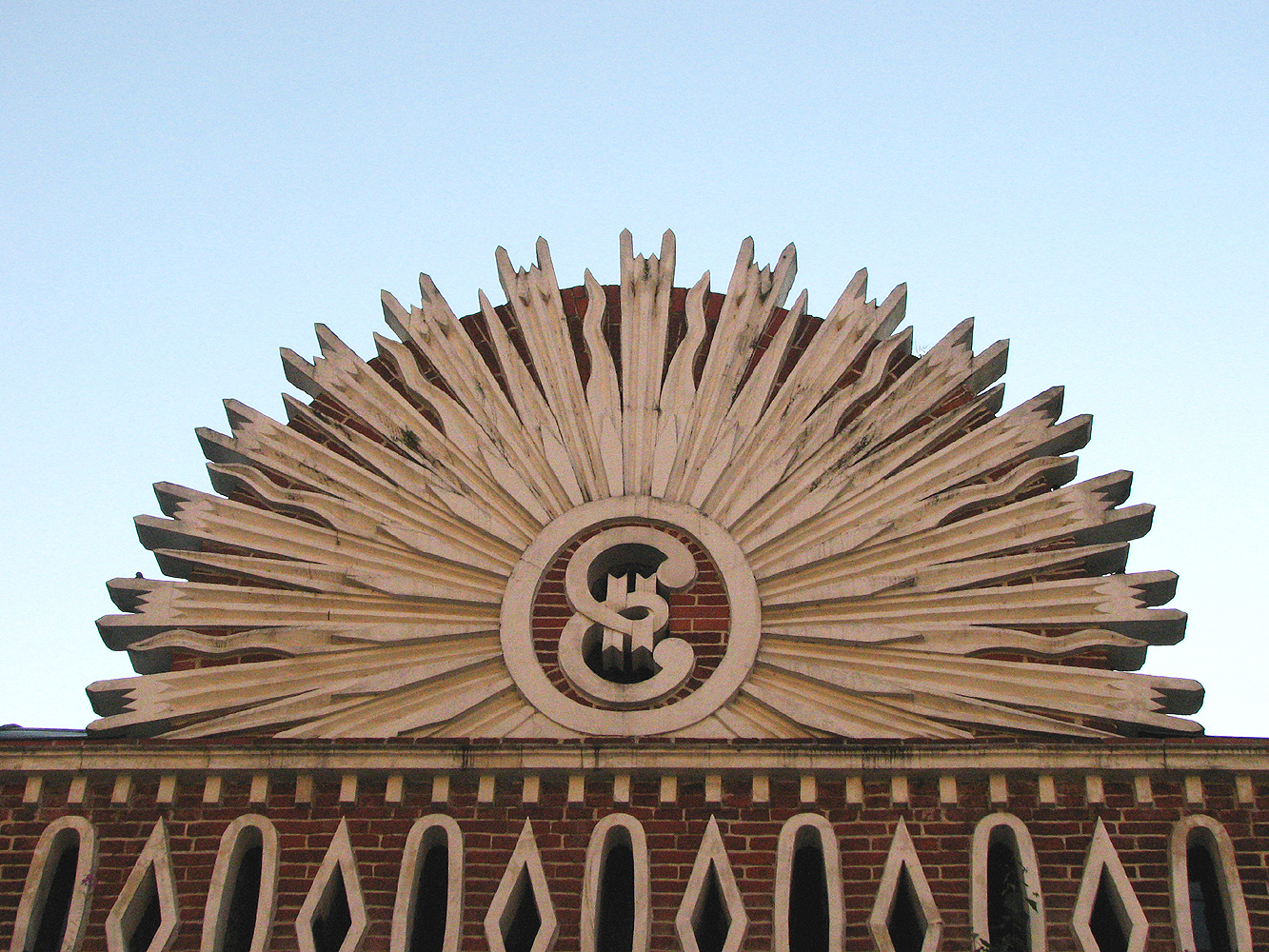
Декор Малого дворца стал эмблемой ГМЗ «Царицыно»
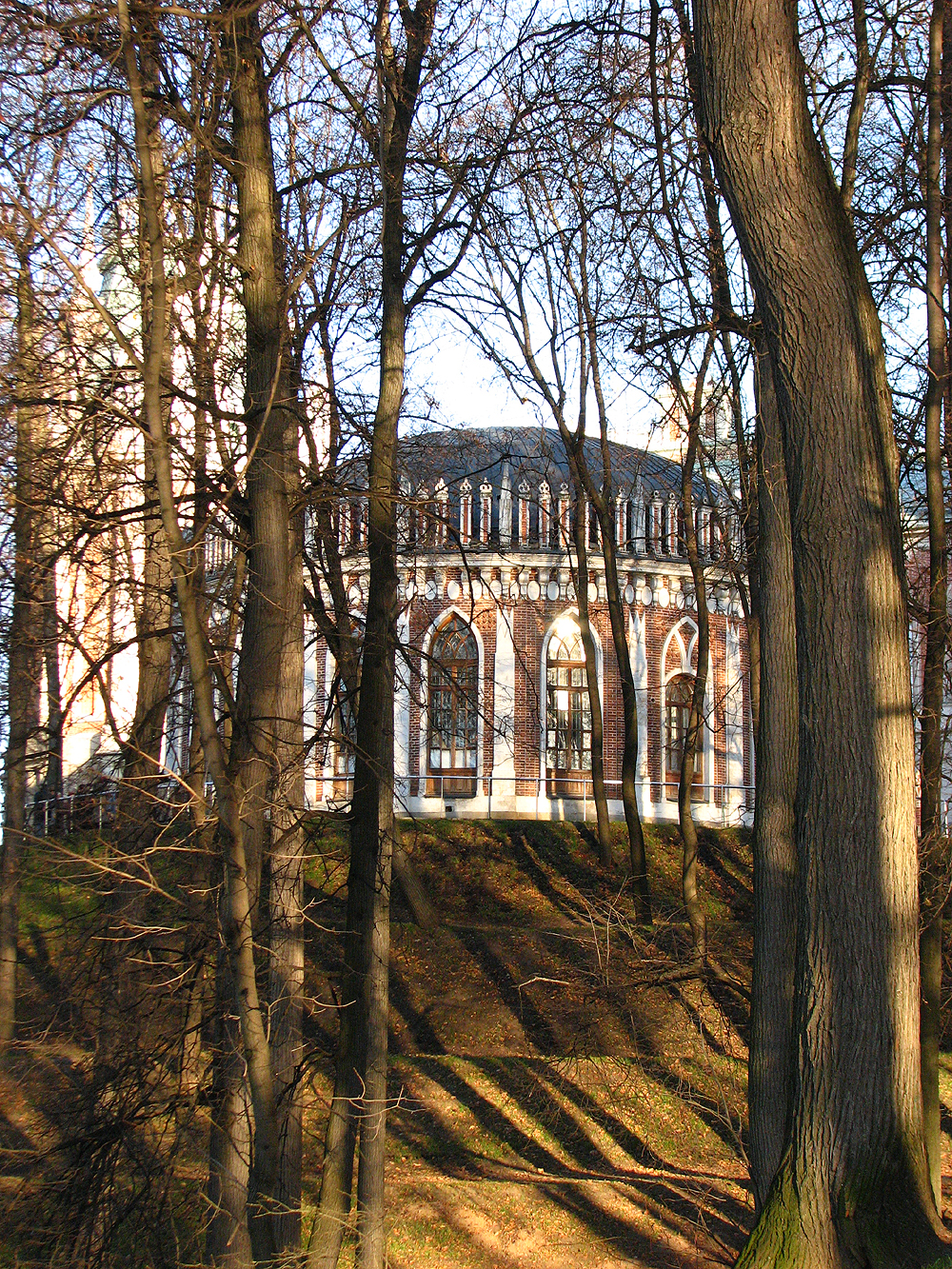
Малый дворец и холм-пирамида